# Галагазні
Галагазні (Tadorninae) — підродина водних птахів родини качкових (Anatidae).

## Поширення
Ця група здебільшого поширена в тропіках або в південній півкулі, лише три види розмножуються в північних регіонах помірного поясу.

## Класифікація
- Галагаз (Tadorna) — 6 видів
- Галагаз-раджа (Radjah) — 1 вид
- Нільська каргарка (Alopochen) — 1 сучасний вид та 3 вимерлих
- Гриваста каргарка (Neochen) — 1 сучасний вид та 3 вимерлих
- Каргарка (Chloephaga) — 5 видів
- Новозеландська качка (Hymenolaimus) — 1 вид
- Андійська качка (Merganetta) — 1 вид
- Ефіопська каргарка (Cyanochen) — 1 вид
- Качка-пароплав (Tachyeres) — 4 види
- Шишкодзьоба качка (Sarkidiornis) — 2 види
- Качка-лопатоніс (Malacorhynchus) — 2 види

Викопні
- † Australotadorna
- †Centrornis
- † Miotadorna